# Pierre Julien
Pierre Julien (Saint-Paulien, 20 giugno 1731 – Parigi, 17 dicembre 1804) è stato uno scultore francese che ha scolpito in stile neoclassico e rococò.

## Biografia
Fece un primo apprendistato a Le Puy-en-Velay, vicino al suo villaggio natale di Saint-Paulien, poi all'École de dessin di Lione, quindi entrò nell'atelier parigino di Guillaume Coustou il Giovane. Nel 1765 vinse un Prix de Rome per la scultura con un pannello in bassorilievo di un soggetto dell'antichità classica ed entrò all'École royale des élèves protégés, che offriva un corso di studi speciale sotto la direzione del pittore Louis-Michel van Loo. Fu pensionato presso l' Accademia di Francia a Roma, dal 1768 al 1773, dove fu influenzato dalla marea del neoclassicismo che colpì i suoi compagni di corso. Come ci si aspettava che i pensionati facessero, rimandò in Francia una copia in marmo dall'antico, leggermente ridotta in scala, della cosiddetta Cleopatra, Arianna dormiente del Vaticano, che rimane a Versailles.

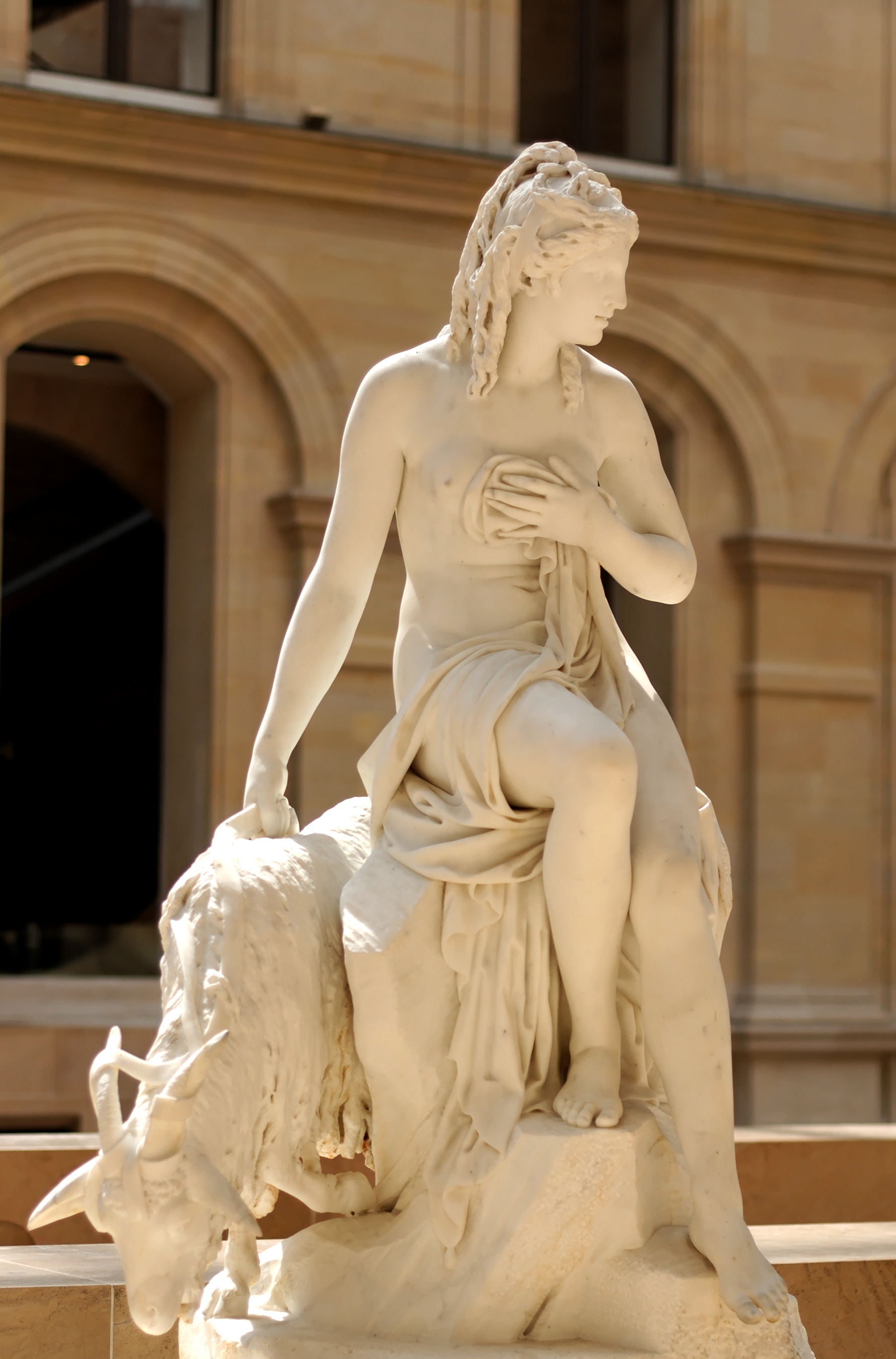
Amalthée et la chèvre de Jupiter (Amaltea e la capra di Giove) di Pierre Julien. Commissionata da Luigi XVI nel 1787 per Maria Antonietta a Rambouillet.

Al suo ritorno in Francia presso lo studio del suo ex maestro, lavorò alla scultura per il mausoleo di Louis, le Grand Dauphin nella cattedrale di Sens. Dopo un tentativo fallito nel 1776, con il suo Ganimede, fu ricevuto all'Académie royale de peinture et de sculpture nel 1778, con un Gladiatore morente per il suo morceau de réception Fu nominato uno dei membri originari dell'Institut de France, nel 1795, e cavaliere della Légion d'Honneur nel 1804.
Ricevette commissioni dal conte d'Angiviller, direttore dei Bâtiments du Roi, per conto di Luigi XVI per figure in una suite di ritratti a grandezza naturale dei grandi uomini di Francia: realizzò un Jean de La Fontaine e un Nicolas Poussin, che elesse a rappresentare nei suoi vestiti da notte, approssimando i panneggi di una toga romana. Mentre adempiva a commissioni a Parigi, per la Chiesa di Sainte-Geneviève (oggi Panthéon), o al Pavillon de Flore del Louvre, scolpì, nel 1785, un virtuoso insieme marmoreo della ninfa Amaltea e della capra che allevò Giove per il caseificio della regina (La Laiterie) al castello di Rambouillet; per il suo modello adattò la posa della famosa Venere capitolina. I bassorilievi delle Laiterie, annoverati tra i suoi capolavori, furono venduti all'asta nel 1819, ma furono recuperati dallo Stato nel 2005, grazie ad un dono del figlio del grande mercante-collezionista Daniel Wildenstein.

## Opere principali
- Gladiateur mourant,[3] marmo, 1779, Museo del Louvre;
- Ganymède versant le nectar à Jupiter changé en aigle,[4] gruppo marmoreo, 1776–1778, Parigi, museo del Louvre;
- Jean de La Fontaine,[5] marmo, 1783-85. Museo del Louvre;
- Nicolas Poussin,[6] marmo, 1789 - 1804. Museo del Louvre;
- Nicolas Poussin[7] bozzetto in terracotta, 1787 - 1788 circa. Museo del Louvre;
- Amalthée et la chèvre de Jupiter,[8] gruppo marmoreo, 1787 per la Laiterie di Rambouillet. Laiterie de la Reine a Rambouillet;
- La Jeune fille à la chèvre,[9] statuetta in terracotta, 1786. Museo del Louvre
- Sainte Geneviève rendant la vue à sa mère,[10] bassorilievo in terracotta, 1776. Museo del Louvre.